# Koser Jewelers Pro Circuit Tennis Challenge 2 2013
Il Koser Jewelers Pro Circuit Tennis Challenge 2 2013 è stato un torneo di tennis facente parte della categoria ITF Women's Circuit nell'ambito dell'ITF Women's Circuit 2013. Il torneo si è giocato a Landisville negli Stati Uniti dal 5 all'11 agosto 2013 su campi in cemento e aveva un montepremi di $25,000.

## Vincitrici

### Singolare
Madison Brengle ha battuto in finale  Olivia Rogowska con il punteggio di 6–2, 6–0

### Doppio
Monique Adamczak /  Olivia Rogowska hanno battuto in finale  Chanel Simmonds /  Emily Webley-Smith con il punteggio di 6–2, 6–3